# Montjoi (Tarn-et-Garonne)
Montjoi település Franciaországban, Tarn-et-Garonne megyében. Lakosainak száma 171 fő (2022. január 1.). Montjoi Saint-Maurin, Bourg-de-Visa, Brassac, Castelsagrat és Perville községekkel határos.

## Népesség
A település népessége az elmúlt években az alábbi módon változott:
| Lakosok száma | 173  | 167  | 165  | 165  | 165  | 166  | 167  | 170  | 171  |
|               | 2013 | 2015 | 2016 | 2017 | 2018 | 2019 | 2020 | 2021 | 2022 |